# Reynel Montoya Jaramillo
Reynel Montoya Jaramillo (San Vicente, Antioquia, 19 de novembre de 1959) és un ciclista colombià, que fou professional entre el 1985 i el 1991. En el seu palmarès destaquen tres campionats nacionals en ruta, el 1987, 1988 i 1989.

## Palmarès
- 1983
  - 1r a la Vuelta a Antioquia
- 1986
  - 1r a la Vuelta a Antioquia
- 1987
  -  Campió de Colòmbia en ruta
  - 1r a la Vuelta a Antioquia
  - 1r a la Vuelta a Cundinamarca
- 1988
  -  Campió de Colòmbia en ruta
- 1989
  -  Campió de Colòmbia en ruta
  - Vencedor de 2 etapes al Clásico RCN
  - Vencedor d'una etapa a la Volta a Colòmbia
- 1990
  - 1r a la Clásica del Quindio
  - Vencedor d'una etapa al Clásico RCN

### Resultats al Tour de França
- 1985. 41è de la classificació general
- 1986. 15è de la classificació general
- 1990. 37è de la classificació general
- 1991. 58è de la classificació general

### Resultats a la Volta a Espanya
- 1986. Abandona (5a etapa)
- 1988. Fora de control (7a etapa)

### Resultats al Giro d'Itàlia
- 1985. 45è de la classificació general i 2n de la classificació de la muntanya